# 帆额龙属
帆额龍屬（學名：Velafrons）屬於鴨嘴龍科賴氏龍亞科，生存於白堊紀晚期的墨西哥。屬名意為「有帆的額頭」。種名則是以發現地科阿韋拉州為名。
帆额龍的化石發現於墨西哥科阿韋拉州的Cerro del Pueblo組，年代為白堊紀的坎潘階和马斯垂克阶的交接时期，約7200萬年前。正模標本（編號CPC-59）是目前唯一的標本，包含幾乎完整的頭骨，與部份骨骼，額頭有個骨質頭冠，這些化石來自於一個幼年個體。
帆额龍跟冠龍、亞冠龍的幼年標本極為類似，根據Terry A. Gates與其同事的親緣分支分類法研究，帆额龍屬於冠龍族（原本的賴氏龍族）。與其他屬的年齡相似頭骨相比，帆额龍的頭骨較大。這可能代表者很多情況，牠們的成年體頭冠可能是小型的，或者有不同的成長模式，又或者成年帆额龍的頭冠比其他賴氏龍亞科的還大。同樣發現在墨西哥的寬尾賴氏龍與某種的克里托龍，體型也非常大。如同其他鴨嘴龍類，帆额龍是種草食性恐龍。

## 外部連結
- 威拉弗龍 （页面存档备份，存于） Dinodata